# 穆尼奥格兰德
穆尼奥格兰德，是西班牙卡斯蒂利亚-莱昂阿维拉省的一个市镇。 总面积16km2, 总人口106人（2001年），人口密度7人/km2。